# Dorothy Wilde
Pour les articles homonymes, voir Wilde.
Dorothy Ierne Wilde, née à Londres  le 11 juillet 1895 et morte en Angleterre le 10 avril 1941, également connue sous le nom de Dolly Wilde, est une socialite britannique, rendue célèbre par ses liens familiaux et sa réputation de causeuse spirituelle.
Son charme et son humour font d'elle une invitée appréciée des salons littéraires parisiens de l'entre deux guerres, se distinguant même dans un milieu social connu pour ses parleurs flamboyants.

## Biographie

### Jeunesse
Dorothy Wilde, née à Londres trois mois après l'arrestation de son oncle Oscar Wilde  pour actes homosexuels, était le seul enfant du frère aîné d'Oscar, Willie, et sa deuxième femme, Sophie Lily Lees. Bien que Wilde n'ait jamais rencontré son oncle, elle l'a aimé beaucoup plus que son propre père, qui était violemment alcoolique et est mort juste quelques années après sa naissance.
Cela l'a laissée sous la garde de sa mère et de son beau-père, le traducteur Alexander Teixeira de Mattos (en), bien qu'à l'époque, sa mère était « tellement appauvrie qu’elle ne pouvait pas se permettre de la garder à la maison » et envoya la jeune Wilde dans ce qu’elle décrivait comme un « couvent de campagne ». Dorothy Wilde parlait peu de son enfance, avec une seule histoire jamais racontée. Comme l'a rapporté la conteuse parisienne Bettina Bergery.

### Première Guerre mondiale
En 1914, Dorothy Wilde se rend en France pour conduire une ambulance pendant la Première Guerre mondiale. Vers 1917 ou 1918, alors qu'elles vivaient toutes les deux à Paris, elle a eu une liaison avec l'une de ses collègues chauffeurs d'ambulance, l'héritière de la Standard Oil Marion « Joe » Carstairs, qui dans les années 1920 est devenue une pilote de course de bateau à moteur et était connue comme « la femme la plus rapide sur l'eau ». Bien qu'elle se soit « délectée » d'attirer à la fois des hommes et des femmes, Dorothy Wilde était une lesbienne .

### Addictions et vie ultérieure
Dorothy Wilde buvait à l’excès et était accro à l’héroïne. Elle a subi plusieurs tentatives de désintoxication, aucune n’a réussi; elle est sortie d’un séjour en maison de retraite avec une nouvelle dépendance au somnifère paraldéhyde, alors disponible en vente libre..
En 1939, elle a été diagnostiquée avec un cancer du sein et a refusé la chirurgie, à la recherche de traitements alternatifs . L'année suivante, quand les Allemands approchent de Paris, elle s'enfuit en Angleterre. Elle est morte à l'âge de 45 ans en 1941 de « causes incertaines », selon l'enquête médico-légale, probablement le cancer ou peut-être une surdose de drogues .

## Relation avec Nathalie Barney
La plus longue relation de Dorothy Wilde, qui a duré de 1927 jusqu'à sa mort, a été avec l'écrivaine américaine ouvertement lesbienne Natalie Clifford Barney, qui était l’hôte de l’un des salons littéraires parisiens les plus connus du XXe siècle.

## Rédaction
Dolly Wilde était considérée par beaucoup comme une conteuse et une écrivaine douée, mais n'a jamais profité de ces talents naturels. Elle a été soutenue principalement par la générosité des autres et par un petit héritage de son beau-père ; ses seules œuvres écrites étaient des traductions, souvent sans crédit et sans paiement, et correspondance animée avec ses amis.